# ラウレアーノ・ゴメス・カストロ
ラウレアーノ・ゴメス・カストロ（Laureano Gómez Castro、1889年2月20日-1965年7月13日）は、コロンビアの政治家。コロンビア共和国第18代大統領。

## 経歴
1889年2月20日、ボコタに生まれる。コロンビア国立大学で工学を学び、1909年に卒業。1909年から1916年まで新聞『ラ・ウニダ』の編集者を務めた。
1932年、保守党の党首に就任。彼はスペインのフランシスコ・フランコの崇拝者であり、公然と彼を支持した。独裁と枢軸国に同情的であり、「社会のヒエラルキー的性質と矛盾する」という理由で普通選挙に反対した。
1936年2月1日、彼は非常に保守的な新聞である『エル・シグロ』を創刊した。彼はあらゆるリベラルに猛然と反対し、自由党支持者から「El monstruo（怪物）」と呼ばれた。
1948年4月9日、自由党のカリスマ政治家ホルヘ・エリエセル・ガイタンがボゴタで暗殺され、これを契機にボゴタ暴動が始まると、エル・シグロの本社は焼き討ちされた。
自由党が参加を拒否した1950年の大統領選で当選。8月7日、コロンビア大統領に就任。前任者のマリアーノ・オスピナ・ペレスに続いて非常事態宣言を継続し、自由党と共産党の活動家を激しく弾圧した。
この政情不安定な時期にもかかわらず、ゴメスは反共の立場から朝鮮戦争に参戦し、コロンビア陸軍の一個大隊を派遣した。
ゴメスは強力な行政権が社会秩序にとって不可欠であると信じており、自由主義者を非難し、多数派民主主義が不安定化効果を生み出すとして議会制民主主義を軽蔑した。社会は高学歴のエリートによって支配されるべきだと考え、憲法改正を試み、民衆の政治参加の流れを食い止めるために何もしなければ、コロンビアが共産主義革命に屈服してしまうと主張し、改憲を通じてコロンビアの世俗化を阻止し、コロンビアの政治体制を再構築することが彼の目標の一つであった。
1951年10月28日に心臓発作を起こし入院。一命はとりとめたものの2日後、議会に憲法改正についての手紙を送った。同年11月5日に辞職を余儀なくされたが、制憲議会はファシズム的な法制を次々に通し、大衆の権利を抑制し、行政権を大幅に拡大し、大統領の任期を4年から6年に延長し、カトリックの教義が公教育の指針となった。
ゴメスは病床から制憲議会の決定を称賛し、強化された行政権はコロンビアにおけるモスクワの支配を防ぎ、地方における共産主義者の暴力を終結させるだろうと述べた。彼はまた、普通選挙が引き起こしたと信じていた政治的混乱を、企業支配が終わらせるだろうと主張した。新しい憲法は1953年に発効するはずだったが、同年6月13日にグスタボ・ロハス・ピニージャ将軍が起こした無血クーデターでゴメス政権は打倒され、ゴメスの改憲の企ては阻止された。
クーデターでスペインに亡命後もゴメスはコロンビア保守派の重鎮として隠然と影響力を保ち続けた。ゴメスはコロンビアに戻り、1965年7月13日にトゥンハで亡くなるまで保守党を支配し続けた。
ゴメスは作家であり、著名な美術評論家でもあった。彼は芸術のパトロンであり、コロンビアの芸術文化のために多くの仕事をした。